# 刮墨刀

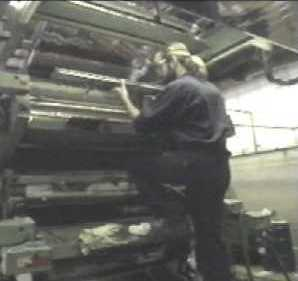
技术人员安装刮墨刀以进行柔版印刷。

在 轮转凹印 中， 刮墨刀(源于 ductor blade) 从图像载体 的光滑没有雕刻的部位和墨穴 的网墙上刮去多余的油墨。刮墨刀还用于其他印刷和涂布工艺过程，例如具有相同功能的柔版印刷和移印。 据信，该名称源于平台式凸版印刷设备中用于刮去导墨辊所用的刮刀，所称为“ductor”后变为doctor。

## 设计
考虑到需要刮墨刀从连续运转的滚筒上去除多余的油墨，将刮刀/滚筒组合设计成（主要是）刮墨刀磨损而不是滚筒磨损的方式。刮刀便宜且可以抛弃，而凹版滚筒或柔印网纹辊相对昂贵。刮墨刀的典型材料是钢或塑料： 凹版滚筒通常要镀硬铬 ，网纹辊则可以镀铬或陶瓷。
用凹版涂布和印刷中重要的工艺变量是刮墨刀刮擦旋转滚筒的位置。刮墨刀在接触点处与滚筒相切；对刮墨刀片施加压力。为了补偿刮墨刀片的几何形状和滚筒轴线之间有对不准的情况，也必须能够独立地在左右方向上对进入进出的位置进行微调。这通过刮墨刀组件（包括刮墨刀架）来实现。

## 摆动
为了使磨损的模式尽可能均匀，并防止刀片和滚筒之间的夹角里出现颗粒，除最小型的机器外，所有刮墨刀均使用摆动式刮墨刀。整个刮墨刀组件都能左右摆动。 刮墨刀片的摆动、挠性以及由于刚度不足而引起的各种可能的对不准和缺陷可能导致刮墨刀片与滚筒之间无法获得所需的接触角，或者说至少无法始终如一地实现该期望的角度值。

## 更换
刮墨刀必须能够轻松、快速地更换。在许多机器上，刮墨刀刀架很容易从机器上卸下，而刮墨刀的更换是通过从机器上卸下刮刀刀架来完成的。丢弃旧刀片；插入新刀片；然后将刀片支架和新刀片装回机器。为了安全起见，大多数专业人员更喜欢使用刮刀拉动器等拆卸工具。